# Novales (Huesca)
Novales (aragonesisch Nobals) ist eine Gemeinde in der Provinz Huesca in der Autonomen Gemeinschaft Aragonien in Spanien. Sie liegt in der Hoya de Huesca auf der rechten Seite des Río Guatizalema.

## Geschichte
Der Ort wird im Jahr 1097 erstmals urkundlich genannt.

## Bevölkerungsentwicklung seit 1900
| 1900 | 1910 | 1930 | 1940 | 1950 | 1960 | 1970 | 1981 | 1986 | 1992 | 1999 | 2004 |
| ---- | ---- | ---- | ---- | ---- | ---- | ---- | ---- | ---- | ---- | ---- | ---- |
| 385  | 428  | 421  | 379  | 351  | 300  | 271  | 246  | 220  | 193  | 189  | 191  |

## Sehenswürdigkeiten
- Romanische Pfarrkirche Nuestra Señora del Rosario aus dem 12. Jahrhundert
- Einsiedelei San Joaquín, erbaut im 19. Jahrhundert
- Burg aus dem 15. Jahrhundert